# ゴルフ四大メジャー大会優勝者一覧
ゴルフ四大メジャー大会優勝者一覧とは、男子ゴルフにおける4大メジャー選手権（マスターズ・トーナメント、全米オープン、オープン選手権、PGA選手権）の優勝者一覧である。

## 19世紀
| 年     | マスターズ | 全米オープン             | 全英オープン                     | PGA選手権 |
| ------ | ---------- | ------------------------ | -------------------------------- | --------- |
| 1860年 | 創設以前   | 創設以前                 | ウィリー・パーク, Sr. (1/4)      | 創設以前  |
| 1861年 | 創設以前   | 創設以前                 | トム・モリス, Sr. (1/4)          | 創設以前  |
| 1862年 | 創設以前   | 創設以前                 | トム・モリス, Sr. (2/4)          | 創設以前  |
| 1863年 | 創設以前   | 創設以前                 | ウィリー・パーク, Sr. (2/4)      | 創設以前  |
| 1864年 | 創設以前   | 創設以前                 | トム・モリス, Sr. (3/4)          | 創設以前  |
| 1865年 | 創設以前   | 創設以前                 | アンドリュー・ストラス           | 創設以前  |
| 1866年 | 創設以前   | 創設以前                 | ウィリー・パーク, Sr. (3/4)      | 創設以前  |
| 1867年 | 創設以前   | 創設以前                 | トム・モリス, Sr. (4/4)          | 創設以前  |
| 1868年 | 創設以前   | 創設以前                 | トム・モリス, Jr. (1/4)          | 創設以前  |
| 1869年 | 創設以前   | 創設以前                 | トム・モリス, Jr. (2/4)          | 創設以前  |
| 1870年 | 創設以前   | 創設以前                 | トム・モリス, Jr. (3/4)          | 創設以前  |
| 1871年 | 創設以前   | 創設以前                 | 開催されず                       | 創設以前  |
| 1872年 | 創設以前   | 創設以前                 | トム・モリス, Jr. (4/4)          | 創設以前  |
| 1873年 | 創設以前   | 創設以前                 | トム・キッド                     | 創設以前  |
| 1874年 | 創設以前   | 創設以前                 | マンゴ・パーク                   | 創設以前  |
| 1875年 | 創設以前   | 創設以前                 | ウィリー・パーク, Sr. (4/4)      | 創設以前  |
| 1876年 | 創設以前   | 創設以前                 | ボブ・マーティン (1/2)           | 創設以前  |
| 1877年 | 創設以前   | 創設以前                 | ジェミー・アンダーソン (1/3)     | 創設以前  |
| 1878年 | 創設以前   | 創設以前                 | ジェミー・アンダーソン (2/3)     | 創設以前  |
| 1879年 | 創設以前   | 創設以前                 | ジェミー・アンダーソン (3/3)     | 創設以前  |
| 1880年 | 創設以前   | 創設以前                 | ロバート・ファーガソン (1/3)     | 創設以前  |
| 1881年 | 創設以前   | 創設以前                 | ロバート・ファーガソン (2/3)     | 創設以前  |
| 1882年 | 創設以前   | 創設以前                 | ロバート・ファーガソン (3/3)     | 創設以前  |
| 1883年 | 創設以前   | 創設以前                 | ウィリー・ファニー               | 創設以前  |
| 1884年 | 創設以前   | 創設以前                 | ジャック・シンプソン             | 創設以前  |
| 1885年 | 創設以前   | 創設以前                 | ボブ・マーティン (2/2)           | 創設以前  |
| 1886年 | 創設以前   | 創設以前                 | デビッド・ブラウン               | 創設以前  |
| 1887年 | 創設以前   | 創設以前                 | ウィリー・パーク, Jr. (1/2)      | 創設以前  |
| 1888年 | 創設以前   | 創設以前                 | ジャック・バーンズ               | 創設以前  |
| 1889年 | 創設以前   | 創設以前                 | ウィリー・パーク, Jr. (2/2)      | 創設以前  |
| 1890年 | 創設以前   | 創設以前                 | ジョン・ボール                   | 創設以前  |
| 1891年 | 創設以前   | 創設以前                 | ヒュー・カーカルディ             | 創設以前  |
| 1892年 | 創設以前   | 創設以前                 | ハロルド・H・ヒルトン (1/2)      | 創設以前  |
| 1893年 | 創設以前   | 創設以前                 | ウィリアム・オークタロニー       | 創設以前  |
| 1894年 | 創設以前   | 創設以前                 | ジョン・ヘンリー・テイラー (1/5) | 創設以前  |
| 1895年 | 創設以前   | ホーレス・ローリンズ     | ジョン・ヘンリー・テイラー (2/5) | 創設以前  |
| 1896年 | 創設以前   | ジェームス・ファウリウス | ハリー・バードン (1/7)           | 創設以前  |
| 1897年 | 創設以前   | ジョー・ロイド           | ハロルド・H・ヒルトン (2/2)      | 創設以前  |
| 1898年 | 創設以前   | フレッド・ハード         | ハリー・バードン (2/7)           | 創設以前  |
| 1899年 | 創設以前   | ウィリー・スミス         | ハリー・バードン (3/7)           | 創設以前  |
| 1900年 | 創設以前   | ハリー・バードン (4/7)   | ジョン・ヘンリー・テイラー (3/5) | 創設以前  |

| 年間グランドスラム達成 |
| 年間グランドスラム3冠  |
| 年間グランドスラム2冠  |

## 20世紀
| 年     | マスターズ | 全米オープン                   | 全英オープン                     | PGA選手権                   |
| ------ | ---------- | ------------------------------ | -------------------------------- | --------------------------- |
| 1901年 | 創設以前   | ウィリー・アンダーソン (1/4)   | ジェームズ・ブレイド             | 創設以前                    |
| 1902年 | 創設以前   | ローリー・オークターローニー   | アレキサンダー・ハード           | 創設以前                    |
| 1903年 | 創設以前   | ウィリー・アンダーソン (2/4)   | ハリー・バードン (5/7)           | 創設以前                    |
| 1904年 | 創設以前   | ウィリー・アンダーソン (3/4)   | ジャック・ホワイト               | 創設以前                    |
| 1905年 | 創設以前   | ウィリー・アンダーソン (4/4)   | ジェームズ・ブレイド (2/5)       | 創設以前                    |
| 1906年 | 創設以前   | アレックス・スミス (1/2)       | ジェームズ・ブレイド (3/5)       | 創設以前                    |
| 1907年 | 創設以前   | アレックス・ロス               | アーノード・マッシー             | 創設以前                    |
| 1908年 | 創設以前   | フレッド・マクレオド           | ジェームズ・ブレイド (4/5)       | 創設以前                    |
| 1909年 | 創設以前   | ジョージ・サージェント         | ジョン・ヘンリー・テイラー (4/5) | 創設以前                    |
| 1910年 | 創設以前   | アレックス・スミス (2/2)       | ジェームズ・ブレイド (5/5)       | 創設以前                    |
| 1911年 | 創設以前   | ジョン・マクダーモット (1/2)   | ハリー・バードン (6/7)           | 創設以前                    |
| 1912年 | 創設以前   | ジョン・マクダーモット (2/2)   | エドワード・レイ (1/2)           | 創設以前                    |
| 1913年 | 創設以前   | フランシス・ウィメット         | ジョン・ヘンリー・テイラー (5/5) | 創設以前                    |
| 1914年 | 創設以前   | ウォルター・ヘーゲン (1/11)    | ハリー・バードン (7/7)           | 創設以前                    |
| 1915年 | 創設以前   | ジェローム・トラバース         | 第一次大戦のため 開催されず      | 創設以前                    |
| 1916年 | 創設以前   | チャールズ・エバンズ・ジュニア | 第一次大戦のため 開催されず      | ジム・バーンズ (1/4)        |
| 1917年 | 創設以前   | 第一次大戦のため 開催されず    | 第一次大戦のため 開催されず      | 第一次大戦のため 開催されず |
| 1918年 | 創設以前   | 第一次大戦のため 開催されず    | 第一次大戦のため 開催されず      | 第一次大戦のため 開催されず |

| 年間グランドスラム達成 |
| 年間グランドスラム3冠  |
| 年間グランドスラム2冠  |

## 第一次世界対戦後
| 年     | マスターズ                  | 全米オープン                | 全英オープン                 | PGA選手権                   |
| ------ | --------------------------- | --------------------------- | ---------------------------- | --------------------------- |
| 1919年 | 創設以前                    | ウォルター・ヘーゲン (2/11) | 第一次大戦のため 開催されず  | ジム・バーンズ (2/4)        |
| 1920年 | 創設以前                    | テッド・レイ (2/2)          | ジョージ・ダンカン           | ジョック・ハッチソン (1/2)  |
| 1921年 | 創設以前                    | ジム・バーンズ (3/4)        | ジョック・ハッチソン (2/2)   | ウォルター・ヘーゲン (3/11) |
| 1922年 | 創設以前                    | ジーン・サラゼン (1/7)      | ウォルター・ヘーゲン (4/11)  | ジーン・サラゼン (2/7)      |
| 1923年 | 創設以前                    | ボビー・ジョーンズ (1/7)    | アーサー・G・ヘイバース      | ジーン・サラゼン (3/7)      |
| 1924年 | 創設以前                    | シリル・ウォーカー          | ウォルター・ヘーゲン (5/11)  | ウォルター・ヘーゲン (6/11) |
| 1925年 | 創設以前                    | ウィリー・マクファーレン    | ジム・バーンズ (4/4)         | ウォルター・ヘーゲン (7/11) |
| 1926年 | 創設以前                    | ボビー・ジョーンズ (2/7)    | ボビー・ジョーンズ (3/7)     | ウォルター・ヘーゲン (8/11) |
| 1927年 | 創設以前                    | トミー・アーマー (1/3)      | ボビー・ジョーンズ (4/7)     | ウォルター・ヘーゲン (9/11) |
| 1928年 | 創設以前                    | ジョニー・ファレル          | ウォルター・ヘーゲン (10/11) | レオ・ディーゲル (1/2)      |
| 1929年 | 創設以前                    | ボビー・ジョーンズ (5/7)    | ウォルター・ヘーゲン (11/11) | レオ・ディーゲル (2/2)      |
| 1930年 | 創設以前                    | ボビー・ジョーンズ (6/7)    | ボビー・ジョーンズ (7/7)     | トミー・アーマー (2/3)      |
| 1931年 | 創設以前                    | ビリー・バーク              | トミー・アーマー (3/3)       | トム・クリービー            |
| 1932年 | 創設以前                    | ジーン・サラゼン (4/7)      | ジーン・サラゼン (5/7)       | オリン・デュトラ (1/2)      |
| 1933年 | 創設以前                    | ジョニー・グッドマン        | デニー・シュート (1/2)       | ジーン・サラゼン (6/7)      |
| 1934年 | ホートン・スミス (1/2)      | オリン・デュトラ (2/2)      | ヘンリー・コットン (1/3)     | ポール・ラニアン (1/2)      |
| 1935年 | ジーン・サラゼン (7/7)      | サム・パークス              | アルフ・ペリー               | ジョニー・レボルタ          |
| 1936年 | ホートン・スミス (2/2)      | トニー・マネロ              | アルフ・パジャム             | デニー・シュート (2/3)      |
| 1937年 | バイロン・ネルソン (1/5)    | ラルフ・ガルダール (1/3)    | ヘンリー・コットン (2/3)     | デニー・シュート (3/3)      |
| 1938年 | ヘンリー・ピカード (1/2)    | ラルフ・ガルダール (2/3)    | レッグ・ホイットコーム       | ポール・ラニアン (2/2)      |
| 1939年 | ラルフ・ガルダール (3/3)    | バイロン・ネルソン (2/5)    | リチャード・バートン         | ヘンリー・ピカード (2/2)    |
| 1940年 | ジミー・デマレー (1/3)      | ローソン・リトル            | 第二次大戦のため 開催されず  | バイロン・ネルソン (3/5)    |
| 1941年 | クレイグ・ウッド (1/2)      | クレイグ・ウッド (2/2)      | 第二次大戦のため 開催されず  | ビック・ゲッジ              |
| 1942年 | バイロン・ネルソン (4/5)    | 第二次大戦のため 開催されず | 第二次大戦のため 開催されず  | サム・スニード (1/7)        |
| 1943年 | 第二次大戦のため 開催されず | 第二次大戦のため 開催されず | 第二次大戦のため 開催されず  | 第二次大戦のため 開催されず |
| 1944年 | 第二次大戦のため 開催されず | 第二次大戦のため 開催されず | 第二次大戦のため 開催されず  | ボブ・ハミルトン            |
| 1945年 | 第二次大戦のため 開催されず | 第二次大戦のため 開催されず | 第二次大戦のため 開催されず  | バイロン・ネルソン (5/5)    |

| 年間グランドスラム達成 |
| 年間グランドスラム3冠  |
| 年間グランドスラム2冠  |

## 第二次世界大戦後
| 年     | マスターズ                       | 全米オープン                 | 全英オープン               | PGA選手権                        |
| ------ | -------------------------------- | ---------------------------- | -------------------------- | -------------------------------- |
| 1946年 | ハーマン・カイザー               | ロイド・マングラム           | サム・スニード (2/7)       | ベン・ホーガン (1/9)             |
| 1947年 | ジミー・デマレー (2/3)           | ルー・ウォーシャム           | フレッド・デイリー         | ジム・フェリアー                 |
| 1948年 | クロード・ハーモン               | ベン・ホーガン (2/9)         | ヘンリー・コットン (3/3)   | ベン・ホーガン (3/9)             |
| 1949年 | サム・スニード (3/7)             | ケリー・ミドルコフ (1/3)     | ボビー・ロック (1/4)       | サム・スニード (4/7)             |
| 1950年 | ジミー・デマレー (3/3)           | ベン・ホーガン (4/9)         | ボビー・ロック (2/4)       | チャンドラー・ハーパー           |
| 1951年 | ベン・ホーガン (5/9)             | ベン・ホーガン (6/9)         | マックス・フォークナー     | サム・スニード (5/7)             |
| 1952年 | サム・スニード (6/7)             | ジュリアス・ボロス (1/3)     | ボビー・ロック (3/4)       | ジム・ターネサ                   |
| 1953年 | ベン・ホーガン (7/9)             | ベン・ホーガン (8/9)         | ベン・ホーガン (9/9)       | ウォルター・バークモ             |
| 1954年 | サム・スニード (7/7)             | エド・ファーゴル             | ピーター・トムソン (1/5)   | チック・ハーバート               |
| 1955年 | ケリー・ミドルコフ (2/3)         | ジャック・フレック           | ピーター・トムソン (2/5)   | ダグ・フォード (1/2)             |
| 1956年 | ジャック・バーク・ジュニア (1/2) | ケリー・ミドルコフ (3/3)     | ピーター・トムソン (3/5)   | ジャック・バーク・ジュニア (2/2) |
| 1957年 | ダグ・フォード (2/2)             | ディック・メイヤー           | ボビー・ロック (4/4)       | リオナルド・ハーバート           |
| 1958年 | アーノルド・パーマー (1/7)       | トミー・ボルト               | ピーター・トムソン (4/5)   | ドウ・フィンスターワルド         |
| 1959年 | アート・ウォール・ジュニア       | ビリー・キャスパー (1/3)     | ゲーリー・プレーヤー (1/9) | ボブ・ロスバーグ                 |
| 1960年 | アーノルド・パーマー (2/7)       | アーノルド・パーマー (3/7)   | ケル・ネーグル             | ジェイ・ハーバート               |
| 1961年 | ゲーリー・プレーヤー (2/9)       | ジーン・リトラー             | アーノルド・パーマー (4/7) | ジェリー・ハーバー               |
| 1962年 | アーノルド・パーマー (5/7)       | ジャック・ニクラス (1/18)    | アーノルド・パーマー (6/7) | ゲーリー・プレーヤー (3/9)       |
| 1963年 | ジャック・ニクラス (2/18)        | ジュリアス・ボロス (2/3)     | ボブ・チャールズ           | ジャック・ニクラス (3/18)        |
| 1964年 | アーノルド・パーマー (7/7)       | ケン・ベンチュリー           | トニー・レマ               | ボブ・ニコルス                   |
| 1965年 | ジャック・ニクラス (4/18)        | ゲーリー・プレーヤー (4/9)   | ピーター・トムソン (5/5)   | デーブ・マー                     |
| 1966年 | ジャック・ニクラス (5/18)        | ビリー・キャスパー (2/3)     | ジャック・ニクラス (6/18)  | アル・ガイバーガー               |
| 1967年 | ゲイ・ブリュワー                 | ジャック・ニクラス (7/18)    | ロベルト・デ・ビセンゾ     | ドン・ジャニュアリー             |
| 1968年 | ボブ・ゴールビー                 | リー・トレビノ (1/6)         | ゲーリー・プレーヤー (5/9) | ジュリアス・ボロス (3/3)         |
| 1969年 | ジョージ・アーチャー             | オービル・ムーディー         | トニー・ジャクリン (1/2)   | レイモンド・フロイド (1/4)       |
| 1970年 | ビリー・キャスパー (3/3)         | トニー・ジャクリン (2/2)     | ジャック・ニクラス (8/18)  | デーブ・ストックトン             |
| 1971年 | チャールズ・クーディー           | リー・トレビノ (2/6)         | リー・トレビノ (3/6)       | ジャック・ニクラス (9/18)        |
| 1972年 | ジャック・ニクラス (10/18)       | ジャック・ニクラス (11/18)   | リー・トレビノ (4/6)       | ゲーリー・プレーヤー (6/9)       |
| 1973年 | トミー・アーロン                 | ジョニー・ミラー (1/2)       | トム・ワイスコフ           | ジャック・ニクラス (12/18)       |
| 1974年 | ゲーリー・プレーヤー (7/9)       | ヘール・アーウィン (1/3)     | ゲーリー・プレーヤー (8/9) | リー・トレビノ (5/6)             |
| 1975年 | ジャック・ニクラス (13/18)       | ルー・グラハム               | トム・ワトソン (1/8)       | ジャック・ニクラス (14/18)       |
| 1976年 | レイモンド・フロイド (2/4)       | ジェリー・ペイト             | ジョニー・ミラー (2/2)     | デーブ・ストックトン             |
| 1977年 | トム・ワトソン (2/8)             | ヒューバート・グリーン (1/2) | トム・ワトソン (3/5)       | ラニー・ワドキンス               |
| 1978年 | ゲーリー・プレーヤー (9/9)       | アンディ・ノース (1/2)       | ジャック・ニクラス (15/18) | ジョン・マハフィー               |
| 1979年 | ファジー・ゼラー (1/2)           | ヘール・アーウィン (2/3)     | セベ・バレステロス (1/5)   | デビッド・グラハム (1/2)         |
| 1980年 | セベ・バレステロス (2/5)         | ジャック・ニクラス (16/18)   | トム・ワトソン (4/8)       | ジャック・ニクラス (17/18)       |
| 1981年 | トム・ワトソン (5/8)             | デビット・グラハム (2/2)     | ビル・ロジャース           | ラリー・ネルソン (1/3)           |
| 1982年 | クレイグ・スタドラー             | トム・ワトソン (6/8)         | トム・ワトソン (7/8)       | レイモンド・フロイド (3/4)       |
| 1983年 | セベ・バレステロス (3/5)         | ラリー・ネルソン (2/3)       | トム・ワトソン (8/8)       | ハル・サットン                   |
| 1984年 | ベン・クレンショー (1/2)         | ファジー・ゼラー (2/2)       | セベ・バレステロス (4/5)   | リー・トレビノ (6/6)             |
| 1985年 | ベルンハルト・ランガー (1/2)     | アンディ・ノース (2/2)       | サンディ・ライル (1/2)     | ヒューバート・グリーン (2/2)     |
| 1986年 | ジャック・ニクラス (18/18)       | レイモンド・フロイド (4/4)   | グレッグ・ノーマン (1/2)   | ボブ・ツエー                     |
| 1987年 | ラリー・マイズ                   | スコット・シンプソン         | ニック・ファルド (1/6)     | ラリー・ネルソン (3/3)           |
| 1988年 | サンディ・ライル (2/2)           | カーチス・ストレンジ (1/2)   | セベ・バレステロス (5/5)   | ジェフ・スルーマン               |
| 1989年 | ニック・ファルド (2/6)           | カーティス・ストレンジ (2/2) | マーク・カルカベッキア     | ペイン・スチュワート (1/3)       |
| 1990年 | ニック・ファルド (3/6)           | ヘール・アーウィン (3/3)     | ニック・ファルド (4/6)     | ウェイン・グラディ               |
| 1991年 | イアン・ウーズナム               | ペイン・スチュワート (2/3)   | イアン・ベーカーフィンチ   | ジョン・デーリー (1/2)           |
| 1992年 | フレッド・カプルス               | トム・カイト                 | ニック・ファルド (5/6)     | ニック・プライス (1/3)           |
| 1993年 | ベルンハルト・ランガー (2/2)     | リー・ジャンセン (1/2)       | グレッグ・ノーマン (2/2)   | ポール・エージンガー             |
| 1994年 | ホセ・マリア・オラサバル (1/2)   | アーニー・エルス (1/4)       | ニック・プライス (2/3)     | ニック・プライス (3/3)           |
| 1995年 | ベン・クレンショー (2/2)         | コリー・ペイビン             | ジョン・デーリー (2/2)     | スティーブ・エルキントン         |
| 1996年 | ニック・ファルド (6/6)           | スティーブ・ジョーンズ       | トム・レーマン             | マーク・ブルックス               |
| 1997年 | タイガー・ウッズ (1/15)          | アーニー・エルス (2/4)       | ジャスティン・レナード     | デービス・ラブ3世                |
| 1998年 | マーク・オメーラ (1/2)           | リー・ジャンセン (2/2)       | マーク・オメーラ (2/2)     | ビジェイ・シン (1/3)             |
| 1999年 | ホセ・マリア・オラサバル (2/2)   | ペイン・スチュワート (3/3)   | ポール・ローリー           | タイガー・ウッズ (2/15)          |
| 2000年 | ビジェイ・シン (2/3)             | タイガー・ウッズ (3/15)      | タイガー・ウッズ (4/15)    | タイガー・ウッズ (5/15)          |

| 年間グランドスラム達成 |
| 年間グランドスラム3冠  |
| 年間グランドスラム2冠  |

## 21世紀
| 年     | マスターズ                   | 全米オープン                 | 全英オープン                   | PGA選手権                    |
| ------ | ---------------------------- | ---------------------------- | ------------------------------ | ---------------------------- |
| 2001年 | タイガー・ウッズ (6/15)      | レティーフ・グーセン (1/2)   | デビッド・デュバル             | デビッド・トムズ             |
| 2002年 | タイガー・ウッズ (7/16)      | タイガー・ウッズ (8/15)      | アーニー・エルス (3/4)         | リッチ・ビーム               |
| 2003年 | マイク・ウェア               | ジム・フューリク             | ベン・カーティス               | ショーン・ミキール           |
| 2004年 | フィル・ミケルソン (1/6)     | レティーフ・グーセン (2/2)   | トッド・ハミルトン             | ビジェイ・シン (3/3)         |
| 2005年 | タイガー・ウッズ (9/15)      | マイケル・キャンベル         | タイガー・ウッズ (10/15)       | フィル・ミケルソン (2/6)     |
| 2006年 | フィル・ミケルソン (3/6)     | ジェフ・オギルビー           | タイガー・ウッズ (11/15)       | タイガー・ウッズ (12/15)     |
| 2007年 | ザック・ジョンソン (1/2)     | アンヘル・カブレラ (1/2)     | パドレイグ・ハリントン (1/3)   | タイガー・ウッズ (13/15)     |
| 2008年 | トレバー・イメルマン         | タイガー・ウッズ (14/15)     | パドレイグ・ハリントン (2/3)   | パドレイグ・ハリントン (3/3) |
| 2009年 | アンヘル・カブレラ (2/2)     | ルーカス・グローバー         | スチュワート・シンク           | 梁容銀                       |
| 2010年 | フィル・ミケルソン (4/6)     | グレーム・マクドウェル       | ルイ・ウーストハイゼン         | マルティン・カイマー (1/2)   |
| 2011年 | シャール・シュワーツェル     | ローリー・マキロイ (1/5)     | ダレン・クラーク               | キーガン・ブラッドリー       |
| 2012年 | バッバ・ワトソン (1/2)       | ウェブ・シンプソン           | アーニー・エルス (4/4)         | ローリー・マキロイ (2/5)     |
| 2013年 | アダム・スコット             | ジャスティン・ローズ         | フィル・ミケルソン (5/6)       | ジェイソン・タフナー         |
| 2014年 | バッバ・ワトソン (2/2)       | マルティン・カイマー (2/2)   | ローリー・マキロイ (3/5)       | ローリー・マキロイ (4/5)     |
| 2015年 | ジョーダン・スピース (1/3)   | ジョーダン・スピース (2/3)   | ザック・ジョンソン (2/2)       | ジェイソン・デイ             |
| 2016年 | ダニー・ウィレット           | ダスティン・ジョンソン (1/2) | ヘンリク・ステンソン           | ジミー・ウォーカー           |
| 2017年 | セルヒオ・ガルシア           | ブルックス・ケプカ (1/5)     | ジョーダン・スピース (3/3)     | ジャスティン・トーマス (1/2) |
| 2018年 | パトリック・リード           | ブルックス・ケプカ (2/5)     | フランチェスコ・モリナリ       | ブルックス・ケプカ (3/5)     |
| 年     | マスターズ                   | PGA選手権                    | 全米オープン                   | 全英オープン                 |
| 2019年 | タイガー・ウッズ (15/15)     | ブルックス・ケプカ (4/5)     | ゲーリー・ウッドランド         | シェーン・ローリー           |
| 2020年 | ダスティン・ジョンソン (2/2) | コリン・モリカワ (1/2)       | ブライソン・デシャンボー (1/2) | 大会中止                     |
| 2021年 | 松山英樹                     | フィル・ミケルソン (6/6)     | ジョン・ラーム (1/2)           | コリン・モリカワ (2/2)       |
| 2022年 | スコッティ・シェフラー (1/4) | ジャスティン・トーマス (2/2) | マシュー・フィッツパトリック   | キャメロン・スミス           |
| 2023年 | ジョン・ラーム (2/2)         | ブルックス・ケプカ (5/5)     | ウィンダム・クラーク           | ブライアン・ハーマン         |
| 2024年 | スコッティ・シェフラー (2/4) | ザンダー・シャウフェレ (1/2) | ブライソン・デシャンボー (2/2) | ザンダー・シャウフェレ (2/2) |
| 2025年 | ローリー・マキロイ (5/5)     | スコッティ・シェフラー (3/4) | J.J.スポーン                   | スコッティ・シェフラー (4/4) |

| 年間グランドスラム達成 |
| 年間グランドスラム3冠  |
| 年間グランドスラム2冠  |

## 優勝回数ランキング
|     | 選手名                     | 期間      | 合計 | マスタ ーズ | 全米 | 全英 | PGA |
| --- | -------------------------- | --------- | ---- | ----------- | ---- | ---- | --- |
| 1.  | ジャック・ニクラス         | 1962–1986 | 18   | 6           | 4    | 3    | 5   |
| 2.  | タイガー・ウッズ           | 1997–2019 | 15   | 5           | 3    | 3    | 4   |
| 3.  | ウォルター・ヘーゲン       | 1914–1929 | 11   | 0           | 2    | 4    | 5   |
| 4.  | ベン・ホーガン             | 1946–1953 | 9    | 2           | 4    | 1    | 2   |
| 4.  | ゲーリー・プレーヤー       | 1959–1978 | 9    | 3           | 1    | 3    | 2   |
| 6.  | トム・ワトソン             | 1975–1983 | 8    | 2           | 1    | 5    | 0   |
| 7.  | ハリー・バードン           | 1896–1914 | 7    | 0           | 1    | 6    | 0   |
| 7.  | ボビー・ジョーンズ         | 1923–1930 | 7    | 0           | 4    | 3    | 0   |
| 7.  | ジーン・サラゼン           | 1922–1935 | 7    | 1           | 2    | 1    | 3   |
| 7.  | サム・スニード             | 1942–1954 | 7    | 3           | 0    | 1    | 3   |
| 7.  | アーノルド・パーマー       | 1958–1964 | 7    | 4           | 1    | 2    | 0   |
| 12. | リー・トレビノ             | 1968–1984 | 6    | 0           | 2    | 2    | 2   |
| 12. | ニック・ファルド           | 1987–1996 | 6    | 3           | 0    | 3    | 0   |
| 12. | フィル・ミケルソン         | 2004–2021 | 6    | 3           | 0    | 1    | 2   |
| 15. | ジェームズ・ブレイド       | 1901–1910 | 5    | 0           | 0    | 5    | 0   |
| 15. | ジョン・ヘンリー・テイラー | 1894–1913 | 5    | 0           | 0    | 5    | 0   |
| 15. | バイロン・ネルソン         | 1937–1945 | 5    | 2           | 1    | 0    | 2   |
| 15. | ピーター・トムソン         | 1954–1965 | 5    | 0           | 0    | 5    | 0   |
| 15. | セベ・バレステロス         | 1979–1988 | 5    | 2           | 0    | 3    | 0   |
| 15. | ブルックス・ケプカ         | 2017–2023 | 5    | 0           | 2    | 0    | 3   |
| 15. | ローリー・マキロイ         | 2011–2025 | 5    | 1           | 1    | 1    | 2   |
| 22. | トム・モリス, Sr.          | 1861–1867 | 4    | 0           | 0    | 4    | 0   |
| 22. | トム・モリス, Jr.          | 1868–1872 | 4    | 0           | 0    | 4    | 0   |
| 22. | ウィリー・パーク, Sr.      | 1860–1875 | 4    | 0           | 0    | 4    | 0   |
| 22. | ウィリー・アンダーソン     | 1901–1905 | 4    | 0           | 4    | 0    | 0   |
| 22. | ジム・バーンズ             | 1916–1925 | 4    | 0           | 1    | 1    | 2   |
| 22. | ボビー・ロック             | 1949–1957 | 4    | 0           | 0    | 4    | 0   |
| 22. | レイモンド・フロイド       | 1969–1986 | 4    | 1           | 1    | 0    | 2   |
| 22. | アーニー・エルス           | 1994–2012 | 4    | 0           | 2    | 2    | 0   |
| 22. | スコッティ・シェフラー     | 2022–2025 | 4    | 2           | 0    | 1    | 1   |